# Tuscarora (Nueva York)
Tuscarora es un pueblo ubicado en el condado de Steuben en el estado estadounidense de Nueva York. En el año 2000 tenía una población de 1,400 habitantes y una densidad poblacional de 14 personas por km².

## Geografía
Tuscarora se encuentra ubicado en las coordenadas 42°3′1″N 77°15′27″O / 42.05028, -77.25750.

## Demografía
Según la Oficina del Censo en 2000 los ingresos medios por hogar en la localidad eran de $31,708, y los ingresos medios por familia eran $32,054. Los hombres tenían unos ingresos medios de $26,094 frente a los $26,250 para las mujeres. La renta per cápita para la localidad era de $13,906. Alrededor del 18.1% de la población estaban por debajo del umbral de pobreza.